# Białogrzybówka mlecznobiała

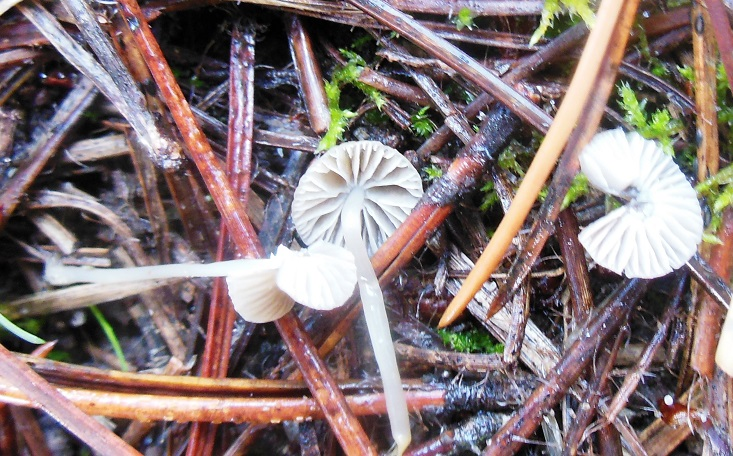

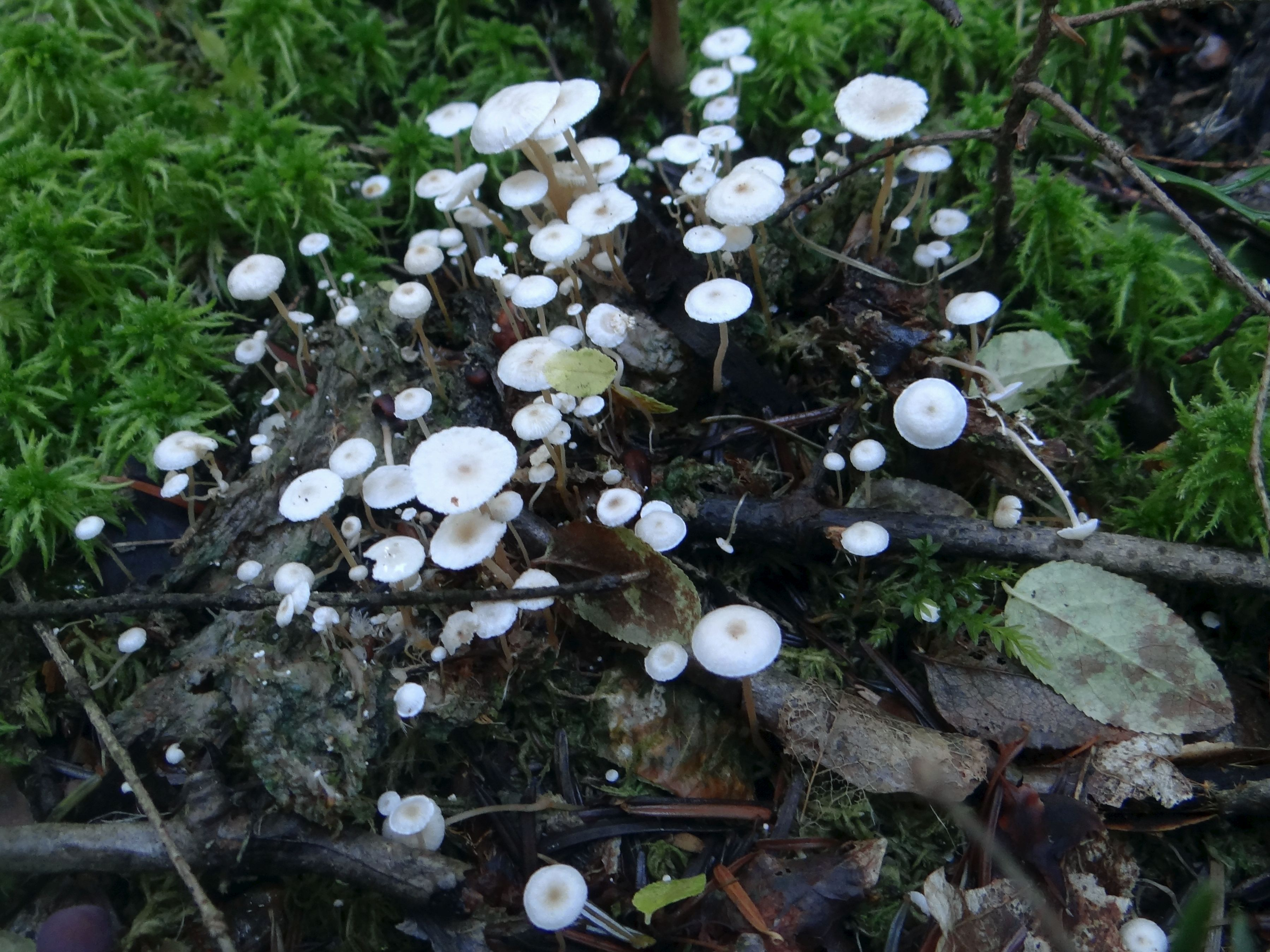

Białogrzybówka mlecznobiała (Hemimycena lactea (Pers.) Singer) – gatunek grzybów z rodziny grzybówkowatych (Mycenaceae).

## Systematyka i nazewnictwo
Pozycja w klasyfikacji według Index Fungorum: Hemimycena, Mycenaceae, Agaricales, Agaricomycetidae, Agaricomycetes, Agaricomycotina, Basidiomycota, Fungi.
Po raz pierwszy takson ten zdiagnozował Christiaan Hendrik Persoon w 1801 r. jako Agaricus lacteus. Do rodzaju Hemimycena przeniósł go Rolf Singer w 1938 r.
Synonimów ma około 30. Niektóre z nich:

- Collybia delicatella (Peck) Sacc. 1887
- Gymnopus delicatellus (Peck) Murrill 1916
- Helotium delicatellum (Peck) Redhead 1982
- Hemimycena delicatella (Peck) Singer 1962
- Hemimycena lactella (P.D. Orton) Watling 1998
- Marasmiellus delicatellus (Peck) Singer 1951
- Marasmiellus lacteus (Pers.) S. Ito 1959
- Mycena delicatella (Peck) A.H. Sm. 1947
- Mycena lactea (Pers.) P. Kumm. 1871
- Trogia lactea (Pers.) Corner 1966

Polską nazwę zaproponował Władysław Wojewoda w 2003 r.

## Morfologia
Kapelusz
Średnica od kilku mm do 2 cm, kształt początkowo dzwonkowaty, później wypukły, na koniec rozpłaszczony, czasami z niewielkim i tępym garbem. Powierzchnia gładka, naga, u młodych okazów mlecznobiała, u starszych białokremowa, w środku żółknąca. W stanie wilgotnym prześwitują blaszki. 
Blaszki
Średnio gęste, przyrośnięte do trzonu, wąskie, białe.
Trzon
Cylindryczny, długi, zwykle pogięty, elastyczny, wodnisty, niemal przeźroczysty. Powierzchnia gładka lub drobno oprószona, w dolnej części z ryzomorfami i białą grzybnią.
Miąższ
Cienki, biały. Zapach i smak bardzo słaby, ale raczej nieprzyjemny.

## Występowanie i siedlisko
W Europie jest szeroko rozprzestrzeniony. Występuje od Hiszpanii po Półwysep Skandynawski, gdzie na północy sięga po 64 stopień szerokości geograficznej. Zanotowano występowanie tego gatunku także w Korei. Na terenie Polski w piśmiennictwie naukowym podano liczne stanowiska.
Saprotrof. Występuje w lasach iglastych i mieszanych, w zaroślach, na łąkach i torfowiskach. Rośnie na ziemi, wśród igliwia, gałązek i resztek drewna drzew iglastych. Owocniki tworzy od sierpnia do listopada.

## Gatunki podobne
Jest wiele gatunków białych białogrzybówek, ale niemal wszystkie są mniejsze, o średnicy kapelusza poniżej 1,5 cm. Podobna wielkością i morfologicznie jest białogrzybówka gipsowa (Hemimycena cucullata), ale rośnie na liściach i drewnie drzew liściastych, odróżnia się też kapeluszem. Od grzybówek (Mycena) odróżnia się elastycznym trzonem (grzybówki mają trzon kruchy).